# 欧多克索斯环形山
欧多克索斯环形山（Eudoxus）是位于月球正面高加索山脉北端东侧的一座撞击坑，约形成于11亿年前的哥白尼纪，其名称取自古希腊数学家暨天文学家欧多克索斯(约公元前408年-公元前355年)，1935年被国际天文学联合会正式接受。

## 描述
该陨坑北面坐落了亚里士多德环形山、南面横亘了大废墟坑-亚历山大环形山，较小的拉麦陨石坑则位于它的西南，它的东面濒临死湖，而在欧多克索斯环形山与死湖之间还分布有一座直径75公里，几乎难以辨别的古陨坑残迹。该陨坑中心月面坐标为44°16′N 16°14′E / 44.27°N 16.23°E，直径70.16公里，深约2.76公里。
欧多克索斯环形山外观呈多边形状，呈现出较高的反照率，拥有完好的射纹系统，沿坑壁布满一系列的裂隙。它的西侧壁高出坑底3300米、而东半侧更是高出3600米，北侧壁凿刻有一道醒目的凹槽。环内侧坡分布有多重阶坡结构，而外侧壁则略显磨损。欧多克索斯环形山最大高出周边地形1290米，内部容积约为4375.66公里3。坑内没有中央峰，但中心附近坐落了一群由斜长岩、含85-90%(GNTA1)和80-85%(GNTA2)斜长石的辉长-苏长-橄长斜长岩构成的小山丘，坑底其它地区则相对平坦。

## 卫星陨石坑
按惯例，这些最靠近欧多克索斯环形山的卫星坑，将通过在其陨坑中心点旁放置一字母而在月球地图上标示出来。
| 欧多克索斯 | 纬度    | 经度    | 直径    |
| ---------- | ------- | ------- | ------- |
| A          | 45.8° N | 20.0° E | 14 公里 |
| B          | 45.6° N | 17.4° E | 8 公里  |
| D          | 43.3° N | 13.2° E | 10 公里 |
| E          | 44.3° N | 21.1° E | 6 公里  |
| G          | 45.4° N | 18.8° E | 7 公里  |
| J          | 40.8° N | 20.2° E | 4 公里  |
| U          | 43.9° N | 20.3° E | 4 公里  |
| V          | 43.1° N | 18.9° E | 4 公里  |

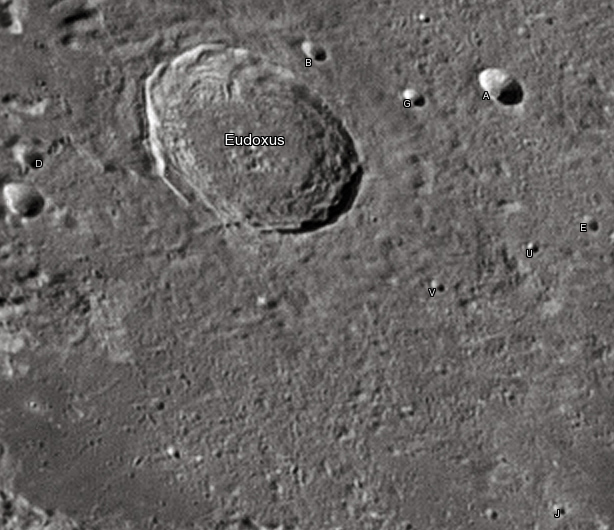
周边卫星坑图.

- 欧多克索斯环形山及卫星坑"欧多克索斯 A"已被月球和行星观测协会(ALPO)列入《带有明亮射纹系统的撞击坑列表》[5]；
- 卫星坑"欧多克索斯 A"已被月球和行星观测协会(ALPO)列入《内侧壁带有深色辐射纹的撞击坑列表》[6]。

## 另请参阅
- Andersson, L. E.; Whitaker, E. A. . NASA RP-1097. 1982.
- Blue, Jennifer. . USGS. July 25, 2007  [2007-08-05]. （原始内容存档于2012-04-08）.
- Bussey, B.; Spudis, P. . New York: Cambridge University Press. 2004. ISBN 978-0-521-81528-4.
- Cocks, Elijah E.; Cocks, Josiah C. . Tudor Publishers. 1995. ISBN 978-0-936389-27-1.
- McDowell, Jonathan. . Jonathan's Space Report. July 15, 2007  [2007-10-24]. （原始内容存档于2012-05-26）.
- Menzel, D. H.; Minnaert, M.; Levin, B.; Dollfus, A.; Bell, B. . Space Science Reviews. 1971, 12 (2): 136–186. Bibcode:1971SSRv...12..136M. doi:10.1007/BF00171763.
- Moore, Patrick. . Sterling Publishing Co. 2001. ISBN 978-0-304-35469-6.
- Price, Fred W. . Cambridge University Press. 1988. ISBN 978-0-521-33500-3.
- Rükl, Antonín. . Kalmbach Books. 1990. ISBN 978-0-913135-17-4.
- Webb, Rev. T. W.  6th revised. Dover. 1962. ISBN 978-0-486-20917-3.
- Whitaker, Ewen A. . Cambridge University Press. 1999. ISBN 978-0-521-62248-6.
- Wlasuk, Peter T. . Springer. 2000. ISBN 978-1-85233-193-1.